# Houses of the Molé
Houses of the Molé — девятый студийный альбом индастриал-метал-группы Ministry, выпущенный на лейбле Sanctuary Records 21 июня 2004 года во всём мире и через день в Соединённых Штатах.

## Об альбоме
Изданный в преддверии президентских выборов в США, он является первой частью антибушевской трилогии, продолженной затем альбомами Rio Grande Blood (2006) и The Last Sucker (2007). Все песни начинаются или содержат букву W в названии. Первый трек на альбоме, «No W», имеет многочисленные сатирические образцы речи Буша, в частности, образцы, в которых он говорил о войне с террором. В песне «Psalm 23» не содержится W, однако в английском алфавите эта буква стоит именно на 23-м месте.
Музыкальный стиль альбома более спид-метал-ориентированный, чем предыдущие релизы Ministry.
Эл Йоргенсен заявил, что Houses of the Molé — дань уважения к альбому Led Zeppelin «Houses of the Holy» 1973 года. Molé (моле) — мексиканский соус, сделанный из шоколада, который почти чёрный по цвету, похожий на нефть.
Это также первый альбом, в котором использовали новый логотип Ministry.

## Список композиций
| №   | Название    | Авторы                                             | Длительность |
| --- | ----------- | -------------------------------------------------- | ------------ |
| 1.  | «No W»      | Эл Йоргенсен                                       | 3:24         |
| 2.  | «Waiting»   | Эл Йоргенсен, Майк Скэшиа, Макс Броуди             | 5:02         |
| 3.  | «Worthless» | Эл Йоргенсен                                       | 4:09         |
| 4.  | «Wrong»     | Эл Йоргенсен, Майк Скэшиа, Макс Броуди, Джон Монте | 4:54         |
| 5.  | «Warp City» | Эл Йоргенсен, Майк Скэшиа, Джон Монте, Марк Бейкер | 4:01         |
| 6.  | «WTV»       | Эл Йоргенсен, Майк Скэшиа, Макс Броуди             | 4:25         |
| 7.  | «World»     | Эл Йоргенсен                                       | 5:13         |
| 8.  | «WKYJ»      | Эл Йоргенсен, Майк Скэшиа, Макс Броуди             | 5:14         |
| 9.  | «Worm»      | Эл Йоргенсен, Майк Скэшиа, Макс Броуди             | 9:11         |
| 10. | «Psalm 23»  | Эл Йоргенсен                                       | 5:41         |
| 11. | «Walrus»    | Эл Йоргенсен                                       | 2:43         |

## Участники записи
Ministry
- Эл Йоргенсен — вокал, гитара (1-4, 8, 9), бас (1, 7, 8), программирование, слайд-гитара (5), гармоника (9), продюсер
- Майк Скэшиа — лид-гитара (1-3, 8), гитара, бас (2, 6, 9), бэк-вокал (5, 9)
- Джон Монте — бас (3-5), бэк-вокал (5)
- Марк Бэйкер — барабаны (3-5), перкуссия (3), бэк-вокал (5)

Дополнительные музыканты
- Макс Броуди — программирование (2, 6, 7, 9), барабаны (8), саксофон (9), бэк-вокал (9)
- Энджи Йоргенсен — бэк-вокал (5, 9)
- Один Майерс — бэк-вокал (5)
- Карл Уэйн — бэк-вокал (5)
- Кол Маршалл — орган (8, 9)
- Тернер Ванбларкам — DJ (8)
- Лоутон Аутло — оригинальная обложка, внутреннее оформление обложки, арт-директор, дизайнер
- Пол Элледж — фотографии
- Рей Уошем — барабаны